# Intento de asesinato de Ronald Reagan
El intento de asesinato de Ronald Reagan ocurrió el 30 de marzo de 1981, 70 días después de que Reagan asumiera la presidencia de los Estados Unidos. A su salida de una conferencia en el Washington Hilton Hotel en Washington D. C., Reagan y otras tres personas recibieron disparos y fueron heridas por John Hinckley Jr. Reagan no recibió el impacto directo de ninguna bala, pero una de ellas tras rebotar en su limusina le alcanzó en la axila izquierda, fracturándole una costilla y alojándose en un pulmón, provocando además una importante hemorragia interna de la que pudo ser salvado en un hospital. En aquel entonces tenía 70 años. El intento de asesinato de Ronald Reagan fue retratado en la película The Day Reagan Was Shot ("El Día que Reagan recibió un disparo"), producción de 2001.
No se produjo una invocación formal de sucesión presidencial, aunque el Secretario de Estado Alexander Haig hizo unas declaraciones que resultaron controvertidas, afirmando «que tenía el control aquí»[cita requerida] lo que se explicaba por el corto período en que el vicepresidente George H. W. Bush estuvo físicamente ausente, volando de regreso a Washington D. C. en el Air Force Two después de un discurso en Fort Worth, Texas. Hinckley, el tirador, fue declarado inocente por motivos de demencia y permaneció confinado en una institución psiquiátrica hasta 2016.

## Motivación
La motivación detrás del ataque de Hinckley surgió de una obsesión erotomaníaca con la actriz Jodie Foster. Mientras vivía en Hollywood, a finales de la década de 1970, vio la película Taxi Driver por lo menos quince veces, al parecer se identificaba fuertemente con Travis Bickle, el personaje principal. La trama gira en torno al intento de Bickle de proteger a una prostituta de 12 años de edad, interpretada por Foster. Hacia el final de la película, Bickle intenta asesinar a un Senador de los Estados Unidos que se está postulando para Presidente. Durante los años siguientes Hinckley siguió a Foster por todo el país, llegando hasta el punto de matricularse en un curso de escritura en la Universidad de Yale en 1980, cuando se enteró de que ella estudiaba allí tras leer un artículo en la revista People. Escribió numerosas cartas y notas a Foster a finales de 1980. La llamó dos veces y se negó a darse por vencido cuando ella le indicó que no estaba interesada en él. Convencido de que al ser una figura nacional Foster lo vería como a un igual, Hinckley comenzó a acechar al entonces Presidente Jimmy Carter (su decisión de utilizar a los presidentes como blanco, también parece haberse inspirado en Taxi Driver). Escribió tres o cuatro notas más para ella a principios de marzo de 1981 que Foster le entregó a su decano, quien a su vez se las entregó al Departamento de Policía de Yale, que intentó dar con la pista de Hinckley sin resultados.

## Emboscada a la salida del hotel

### Conferencia en el Hotel Hilton de Washington
Hinckley llegó a Washington D. C. el domingo 29 de marzo en un autobús de Greyhound Lines y se registró en el Park Central Hotel. A la mañana siguiente desayunó en un McDonald's, se enteró del horario del presidente de los Estados Unidos, Ronald Reagan, en la página A4 del Washington Post y decidió que era el momento de hacer su jugada. Sabiendo que tal vez no viviría para contarlo si le disparaba a Reagan, escribió una carta, que no envió, a Foster, unas dos horas antes del intento de asesinato, diciéndole que esperaba impresionarla con la magnitud de su acción.
El 30 de marzo de 1981, Reagan pronunció un discurso en un almuerzo de negocios con los representantes de AFL-CIO en el Washington Hilton Hotel. Ingresó al edificio cerca de las 13:45, saludando a la multitud compuesta por periodistas, ciudadanos y el primer ministro canadiense, Pierre Trudeau.

### Los disparos
Poco antes de las 14:30 hora local, Reagan salió del hotel por la salida hacia T Street NW rumbo a su coche que le esperaba, Hinckley surgió de entre la multitud de admiradores y disparó un revólver Röhm RG-14 calibre .22 LR seis veces en tres segundos. La primera bala alcanzó en la cabeza al Secretario de Prensa de la Casa Blanca, James Brady. La segunda le dio en la espalda al oficial de policía del Distrito de Columbia, Thomas Delahanty. La tercera bala sobrepasó al presidente y golpeó la ventana del edificio de enfrente. La cuarta bala le dio en el abdomen al agente del Servicio Secreto Timothy McCarthy. La quinta golpeó el cristal resistente a las balas de la ventana de la puerta abierta de la limusina del presidente. La sexta y última bala rebotó en la limusina e impactó al presidente en la axila izquierda, golpeando una costilla y alojándose en el pulmón, deteniéndose a unos 2,5 cm. del corazón. Los agentes del Servicio Secreto entraron en acción, tirando a Hinckley al suelo. El agente Robert Wanko tomó una Uzi de un maletín. El agente Dennis McCarthy (sin relación con el agente Timothy McCarthy) se abalanzó sobre Hinckley, así como otros, para mantenerlo en el suelo.
Dieciséis minutos después del atentado, la ATF encontró que el arma había sido comprada en Rocky's Pawn Shop en Dallas, Texas. Cargado con seis cartuchos marca "Devastator" 22 LR, que contenía pequeñas cargas explosivas de azida de plomo, diseñadas para explotar al contacto. Las balas no habían sido fabricadas en los Estados Unidos y cualquier bala que contuviera explosivos estaba clasificada como un artefacto explosivo ilegal bajo la ley federal vigente al momento en que Hinckley las compró. Ninguna de las seis balas llegó a explotar.
Todo el incidente fue grabado en vídeo por al menos cinco cámaras, incluyendo las principales cadenas de televisión estadounidenses. La Cable News Network estaba difundiendo el discurso de Reagan en directo momentos antes y su personal estaba todavía dentro del hotel. Hinckley preguntó a los agentes que lo detuvieron si la Ceremonia de los Óscar de esa noche se pospondría debido al atentado, y de hecho así ocurrió.

### Reagan es llevado al hospital
Momentos después del tiroteo, Reagan fue llevado rápidamente a la limusina presidencial por agentes del Servicio Secreto. En un primer momento no se advirtió que el presidente había sido herido; la bala que le pegó entró justo por debajo de la axila. Sin embargo, cuando el agente Jerry Parr Servicio Secreto verificó si Reagan había sufrido daño causado por los disparos, el presidente tosió ruidosamente sangre espumosa, indicando que su pulmón fue perforado. Reagan, que sufría un gran dolor, pensó que una de sus costillas se había roto cuando el agente Parr lo colocó dentro de la limusina. Parr dio órdenes de llevarlo rápidamente al hospital de la Universidad George Washington.
Aunque el personal médico de la sala de emergencia había sido informado de que las víctimas de disparos estaban para llegar, no se preparó ninguna camilla. Reagan salió de la limusina caminando y fue ayudado a entrar a la sala de emergencia. Quejándose de dificultad para respirar, sus rodillas se doblaron y Reagan cayó de rodillas.
El equipo de traumatología, dirigido por el doctor Joseph Giordano, trató a Reagan con líquidos intravenosos, oxígeno, toxoides y sistemas de recolección de drenaje. Cuando la primera dama Nancy Reagan llegó a la sala de emergencias después de haber sido informada de la situación, Reagan le dijo: "Cariño, me olvidé de esquivar", palabras que tomó prestadas al boxeador Jack Dempsey , quien se las dijo a su esposa la noche en que fue derrotado por Gene Tunney.
El jefe de cirugía torácica, Benjamin L. Aaron, decidió realizar una toracotomía que duró 105 minutos porque la hemorragia persistía. Reagan había perdido más de la mitad de su volumen sanguíneo en el departamento de emergencia y durante la cirugía que retiró la bala.
En la sala de operaciones, Reagan comentó: "Por favor, díganme que son todos republicanos". Giordano, un liberal demócrata, respondió: "Hoy, todos somos republicanos". La operación duró aproximadamente tres horas. El postoperatorio se vio complicado por fiebre, que fue tratada con múltiples antibióticos.
Los asesores de Reagan estaban ansiosos por la aparición del presidente y por su rápida recuperación. A la mañana siguiente después de su operación, Reagan firmó un texto legislativo. Reagan salió del hospital después de trece días. Inicialmente trabajó solo dos horas por día en la Casa Blanca. No ordenó ninguna reunión de gabinete hasta el vigésimo sexto día, no salió de Washington hasta el cuadragésimo noveno día, y no dio ninguna conferencia de prensa hasta el septuagésimo noveno día. El médico de Reagan creía que la recuperación no sería completa hasta octubre.
El día que sufrió el ataque, Reagan tenía una visita programada al estado de Pensilvania. Mientras estaba intubado, garabateó en un billete para una de las enfermeras, "Después de todo, prefiero estar en Filadelfia", línea de W. C. Fields.

### Investigación
El FBI tomó el control de la investigación el sábado. Los agentes obtuvieron una orden judicial y registraron la habitación de hotel del tirador. Antes de tocar algo, se filmó y fotografió toda la habitación. Después se buscaron huellas dactilares por si había un cómplice. 
Según el agente Thomas J. Baker: «Lo que encontramos en la habitación del señor Hinckley fue extraño. Sobre el escritorio, para que pudiéramos encontrarlo, estaba todo su plan. Había dejado un mapa de adónde iba. Tenía el periódico de la mañana abierto con el diario del presidente. Hizo público el hecho de que Reagan hablaría ante un grupo sindical en el salón de baile del Washington Hilton. Lo más extraño de todo fue una declaración, una carta a la actriz Jodie Foster en la que proclamaba que estaba cometiendo un acto histórico, un asesinato presidencial, para impresionarla».
El número de serie del revólver de Hinckley fue facilitado a la Oficina de Alcohol, Tabaco y Armas de Fuego. Ésta determinó rápidamente dónde había comprado Hinckley el revólver.  La policía reunió a los testigos en el auditorio donde el presidente había pronunciado un discurso. Se identificó a los agentes del Servicio Secreto que habían sido testigos o tenían otra información de primera mano.
Según el agente Thomas J. Baker: "Nuestra investigación de seguimiento, que duró semanas, rastreó la historia del Sr. Hinckley durante los meses anteriores. Descubrimos que había viajado por el país, había ido a campos de tiro y, de hecho, estaba obsesionado con la Sra. Foster. Había planeado y cometido un atentado contra el presidente. Era un hombre mentalmente perturbado".

## Alexander Haig "a cargo"

El secretario de Estado Alexander Haig habla a la prensa sobre el atentado.

Los miembros del gabinete, entre ellos el secretario de Estado Alexander Haig, el Secretario de Defensa Caspar Weinberger, y el Consejero de Seguridad Nacional Richard Allen, se reunieron en la  White House Situation Room ("Sala de Situación de la Casa Blanca") para discutir varios temas, incluyendo la situación del Nuclear Football (maletín nuclear) (que todavía estaba en poder de un oficial del Ejército que acompañó al presidente en la mayor parte del día), la visible presencia de un número mayor de lo habitual de submarinos soviéticos frente a las costas del Atlántico y la línea de sucesión presidencial. Estas reuniones fueron grabadas por el Consejero de Seguridad Nacional, Allen, con el conocimiento de sus participantes. Luego, las cintas se volvieron públicas. Al saber que Reagan estaba en el quirófano, Haig dijo: "Yo mando aquí. Y eso significa derecho sobre la sede presidencial en este momento, constitucionalmente, hasta que el vicepresidente llegue aquí."
El Secretario de Estado no es el segundo en la línea de sucesión, sino el cuarto después de:
- El Vicepresidente (en ese entonces, George H. W. Bush).
- El Presidente de la Cámara de Representantes de los Estados Unidos (en ese entonces, Tip O'Neill).
- El Presidente pro tempore del Senado de los Estados Unidos (en ese entonces, Strom Thurmond).

Haig fue acusado por Caspar Weinberger, Secretario de Defensa de los Estados Unidos, por exceder su autoridad.
Al mismo tiempo, una conferencia de prensa estaba en curso en la Casa Blanca. Un periodista le preguntó al portavoz Larry Speakes quién estaba al mando del gobierno, Speakes entonces respondió: "No puedo responder a esa pregunta en este momento." Al oír las palabras de Speakes, Haig corrió a la sala de prensa e hizo la siguiente declaración polémica:

Constitucionalmente, señores, tenemos el Presidente, el Vicepresidente y el Secretario de Estado, en ese orden, y el presidente debe decidir si es de su deseo transferir el gobierno al Vicepresidente, él decidirá entonces. A partir de ahora, estoy a cargo aquí, en la Casa Blanca, esperando el retorno del Vicepresidente y en estrecho contacto con él. Si algo le pasa, lo repasaré con él, por supuesto.
Alexander Haig

La declaración de Haig refleja la realidad política, y, posteriormente, también diría:

Yo no estaba hablando de la transición. Yo estaba hablando del poder ejecutivo, quien está gobernando. Lo que había estado preguntando no fue "¿Quién es el siguiente en la línea de sucesión en el caso de que el presidente muera?"

Aunque Haig había dicho en la sala de prensa que no había "absolutamente ninguna alerta que fuese necesaria o que se contemplase en ese momento", Weinberger, por su parte, elevó el nivel de alerta militar. A su regreso a la Situation Room ("Sala de Situación"), Haig cuestionó las acciones de Weinberger, que lo habían hecho pasar por mentiroso. Weinberger y otros acusaron a Haig de estar excediendo los límites de su autoridad al declarar "estar a cargo", mientras que este se defendió aconsejando a los demás "leer la Constitución", diciendo que su comentario no involucraba la cuestión de la "sucesión", y que se sabía el "orden" de sucesión.
"A pesar de breves ráfagas y distracciones", dice Allen, el equipo montado "trabajó bien unido. La Presidencia del Congreso se mantuvo informada y gobiernos de todo el mundo fueron notificados y tranquilizados" La cirugía de Reagan finalizó a las 18:20, pero no recobraría su conciencia hasta las  19:30, no pudiendo invocar la Sección 3 de la 25ª enmienda a la Constitución de Estados Unidos para nombrar a Bush Presidente interino. El propio Bush llegó a la Casa Blanca a las 19h, y, a su vez, no invocó la Sección 4 de la misma enmienda. En la televisión, dijo:

Puedo asegurar a la nación y al mundo que el gobierno de Estados Unidos está funcionando completa y eficientemente.

## Vínculos entre las familias de Hinckley y de George H.W. Bush
John Hinckley Jr. es el hijo de John Hinckley Sr., presidente de la petrolera Vanderbilt Energy Corp., uno de los mayores patrocinadores políticos y financieros de la campaña de las primarias del vicepresidente George H. W. Bush en 1980 contra Ronald Reagan. Además, el hermano mayor de John Hinckley Jr., de Scott Hinckley, vicepresidente de Vanderbilt, Neil Bush, hijo del vicepresidente George H.W. Bush, tenía una cena de negocios programada para el día siguiente.
La Associated Press publicó la siguiente nota corta el 31 de marzo de 1981:

La familia del hombre acusado de intentar asesinar al presidente Reagan es conocida de la familia del vicepresidente George H.W. Bush y ha hecho grandes contribuciones a su campaña política ... de Scott Hinckley, el hermano de John W. Hinckley Jr., quien declaró haberle disparado a Reagan, era para asistir a una cena de esta noche en Denver en la casa de Neil Bush, hijo del vicepresidente ... Neil Bush vive en Denver, donde trabaja para la Standard Oil Co. de Indiana. En el año de 1978, Neil Bush fue director de la campaña de su hermano, George W. Bush, el hijo mayor del Vicepresidente, que hizo un intento fallido de formar parte del Congreso. Neil vivió en Lubbock, Texas, durante el año 1978, ciudad donde vivió John Hinckley desde 1974 hasta 1980..
Associated Press

## Consecuencias

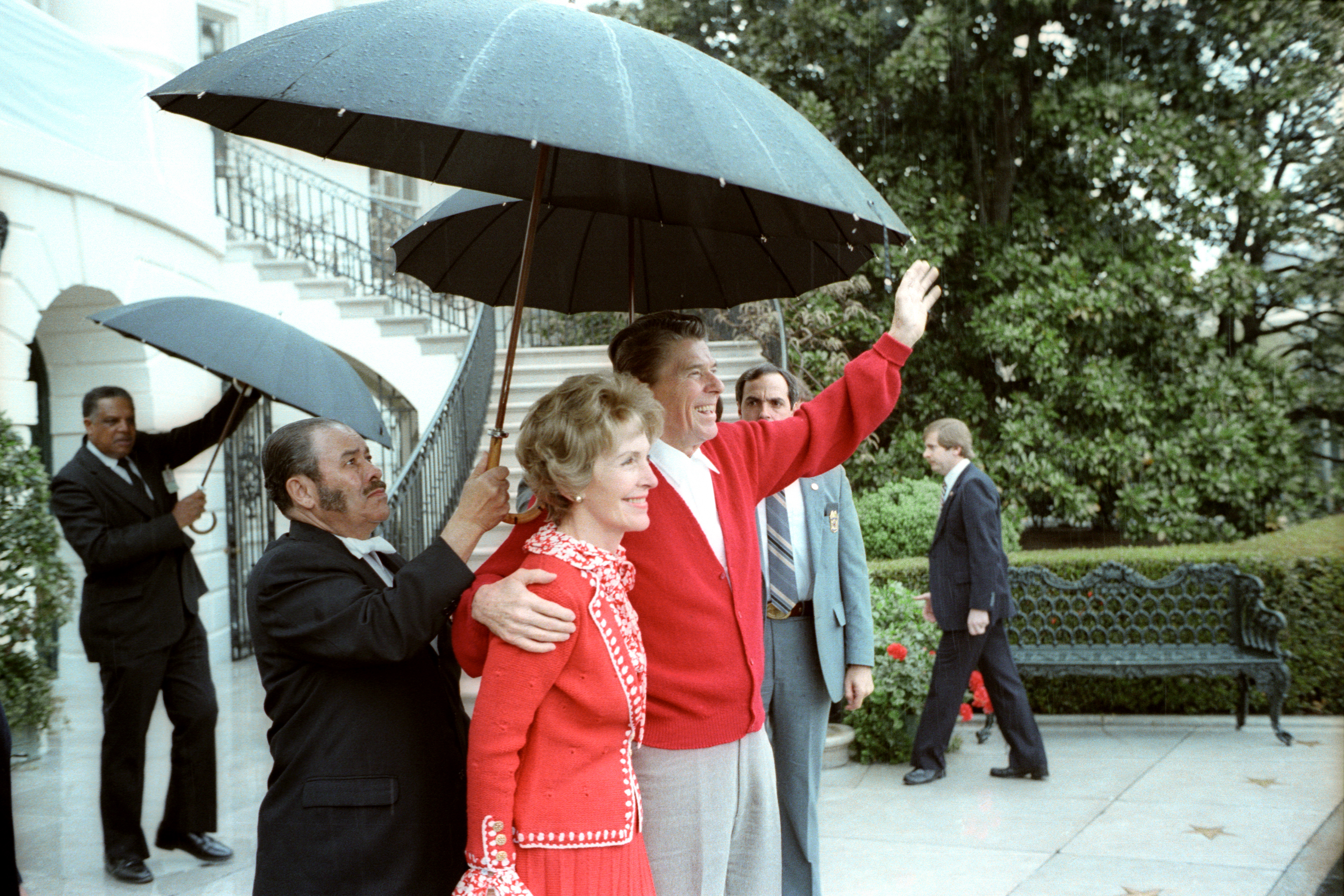
La pareja saludando desde la Casa Blanca después del regreso del presidente Reagan del hospital el 11 de abril.

Los planes de Reagan para el próximo mes y otros compromisos fueron cancelados, incluyendo una visita al Centro de Control de Misión Espacial Lyndon Johnson en Houston, Texas, en abril de 1981 durante la misión STS-1 de la misión, el primer vuelo de un transbordador espacial (en lugar de eso, que visitaría la segunda misión, STS-2, que tuvo lugar en noviembre de 1981). Reagan retornó a la Oficina Oval el 25 de abril, recibiendo una cálida bienvenida de sus ayudantes y miembros de su gabinete; refiriéndose a su equipo de trabajo, en su ausencia, Reagan insistió: "Yo los debería estar aplaudiendo". Su primera aparición pública fue en un discurso pronunciado el 28 de abril ante el Congreso de los Estados Unidos, en el discurso, el presidente presentó su plan de reducción de gastos, una promesa de su campaña. Recibió "dos atronadores guardados de aplausos," un hecho que The New York Times consideró como "un saludo por su buen estado de salud", así como sus programas de gobierno, que fueron presentados por Reagan con un lenguaje alusivo su recuperación médica.
Los dos policías que resultaron heridos en el ataque se recuperaron de sus lesiones, aunque el funcionario Delahanty fue forzado a retirarse debido a las lesiones graves que sufrió. El ataque hirió de gravedad al Secretario de Presidente de la prensa, James Brady, quien sufrió una lesión grave en la cabeza que se convirtió en una discapacidad permanente. Brady quedó como Secretario de Prensa para el resto de la administración Reagan, pero esto fue principalmente un papel nominal. Más tarde, Brady y su esposa Sarah Brady se convirtieron en los principales defensores del control de armas y otras medidas para reducir la violencia armada en los Estados Unidos. La pareja también fue activa en la organización Handgun Control, Inc. ("Control de armas de fuego") que finalmente se renombró Brady Campaign to Prevent Gun Violence ("Campaña Brady para Prevenir la Violencia Armada"). Como resultado del trabajo, en 1993, se aprobó una ley llamada Handgun Violence Prevention ("Prevención de la violencia con arma de fuego").

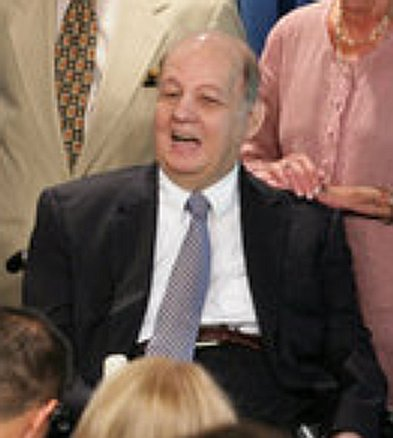
James Brady en agosto de 2006.

El 21 de junio de 1982, Hinckley fue declarado inocente por motivos de locura. Los informes psiquiátricos por la defensa declararon que Hinckley sufría de demencia, mientras que los informes de la Fiscalía lo declararon legalmente sano. Siguiendo las directrices de sus abogados, John Hinckley se negó a hablar en su propia defensa. Fue confinado en el Hospital St. Elizabeths Hospital en Washington D. C., de donde salió en agosto de 2016. Tras el juicio, escribió que el ataque fue "la mayor prueba de amor más grande de todos los tiempos" y no mostró ningún arrepentimiento.
El veredicto de inocente resultó en la decepción generalizada, y en consecuencia el Congreso de los Estados Unidos y un número de estados reescribió las leyes de observación de la defensa por demencia. El antiguo modelo de evaluación del Código Penal fue reemplazado por una prueba que cambia la carga de la prueba de locura de acusación para el acusado. Tres estados abolieron por completo la defensa por demencia.
Jodie Foster fue perseguida implacablemente por los medios de comunicación a principios de 1981 por ser el objetivo de la obsesión de Hinckley. Foster habló sobre Hinckley en tres ocasiones: durante una rueda de prensa pocos días después del ataque, en un artículo que escribió en 1982, y en una entrevista con Charlie Rose para 60 Minutes II de CBS, en cualquier otra ocasión ha terminado o cancelado varias entrevistas si el asunto es mencionado o si el entrevistador fuese a traer a colación a Hinckley.